# Ciclismo en los Juegos Olímpicos de París 2024 – Velocidad individual masculino
La prueba de ciclismo en pista de velocidad individual masculino en los Juegos Olímpicos de París se llevó a cabo en París, Francia desde el 7 al 9 de agosto de 2024 en el Velódromo de Saint-Quentin-en-Yvelines de la ciudad de París.

## Formato de competición
Esta disciplina consta de dos fases: una primera fase de clasificación y una segunda fase de eliminación. Los emparejamientos se establecen en función de los resultados de una contrarreloj individual de una vuelta al velódromo de 200 metros. Cada carrera enfrenta a dos ciclistas que compiten entre sí al mejor de tres series. Cada serie consta de tres vueltas al velódromo.

## Horario
Todos los horarios están en UTC tiempo de Francia (+1 GMT)
| Fecha                         | Tiempo | Evento                   |
| ----------------------------- | ------ | ------------------------ |
| Miércoles 7 de agosto de 2024 | 05:45  | Clasificación            |
| Miércoles 7 de agosto de 2024 | 07:30  | 1/32 de final            |
| Miércoles 7 de agosto de 2024 | 08:30  | 1/32 de final, repechaje |
| Miércoles 7 de agosto de 2024 | 10:30  | 1/16 de final            |
| Miércoles 7 de agosto de 2024 | 11:42  | 1/16 de final, repechaje |
| Miércoles 7 de agosto de 2024 | 12:38  | 1/8 de final             |
| Miércoles 7 de agosto de 2024 | 13:14  | 1/8 de final, repechajes |
| Jueves 8 de agosto de 2024    | 11:01  | Cuartos de final         |
| Jueves 8 de agosto de 2024    | 13:04  | Carrera por 5º al 8º     |
| Viernes 9 de agosto de 2024   | 07:41  | Semifinales              |
| Viernes 9 de agosto de 2024   | 11:00  | Finales                  |

## Resultados

### Clasificación
- Las clasificaciones finalizaron de la siguiente forma:[4]

| Clasificación | Clasificación     | Clasificación          | Clasificación | Clasificación     |
| Posición      | País              | Ciclistas              | Tiempo        | Vel. media (km/h) |
| ------------- | ----------------- | ---------------------- | ------------- | ----------------- |
| 1.º           | Países Bajos      | Harrie Lavreysen       | 9.088"        | 79.225 WR Q       |
| 2.º           | Australia         | Matthew Richardson     | 9.091"        | 79.199 Q          |
| 3.º           | Israel            | Mijaíl Yákovlev        | 9.152"        | 78.671 Q          |
| 4.º           | Australia         | Leigh Hoffman          | 9.242"        | 77.905 Q          |
| 5.º           | Reino Unido       | Jack Carlin            | 9.247"        | 77.863 Q          |
| 6.º           | Países Bajos      | Jeffrey Hoogland       | 9.293"        | 77.478 Q          |
| 7.º           | Reino Unido       | Hamish Turnbull        | 9.346"        | 77.038 Q          |
| 8.º           | Japón             | Kaiya Ota              | 9.350"        | 77.005 Q          |
| 9.º           | Trinidad y Tobago | Nicholas Paul          | 9.371"        | 76.833 Q          |
| 10.º          | Malasia           | Mohd Azizulhasni Awang | 9.402"        | 76.579 Q          |

| Posiciones desde el 11.º hasta el 20.º | Posiciones desde el 11.º hasta el 20.º | Posiciones desde el 11.º hasta el 20.º | Posiciones desde el 11.º hasta el 20.º | Posiciones desde el 11.º hasta el 20.º |
| Posición                               | País                                   | Ciclistas                              | Tiempo                                 | Vel. media (km/h)                      |
| -------------------------------------- | -------------------------------------- | -------------------------------------- | -------------------------------------- | -------------------------------------- |
| 11.º                                   | Polonia                                | Mateusz Rudyk                          | 9.416"                                 | 76.466 Q                               |
| 12.º                                   | Colombia                               | Cristian Ortega                        | 9.426"                                 | 76.384 Q                               |
| 13.º                                   | Francia                                | Rayan Helal                            | 9.447"                                 | 76.215 Q                               |
| 14.º                                   | Nueva Zelanda                          | Samuel Dakin                           | 9.470"                                 | 76.030 Q                               |
| 15.º                                   | Alemania                               | Luca Spiegel                           | 9.479"                                 | 75.957 Q                               |
| 16.º                                   | Japón                                  | Yuta Obara                             | 9.483"                                 | 75.925 Q                               |
| 17.º                                   | Francia                                | Sébastien Vigier                       | 9.501"                                 | 75.781 Q                               |
| 18.º                                   | China                                  | Zhou Yu                                | 9.514"                                 | 75.678 Q                               |
| 19.º                                   | Lituania                               | Vasilijus Lendel                       | 9.581"                                 | 75.149 Q                               |
| 20.º                                   | Canadá                                 | Tyler Rorke                            | 9.603"                                 | 74.977 Q                               |
| 21.º                                   | Canadá                                 | Nick Wammes                            | 9.612"                                 | 74.906 Q                               |
| 22.º                                   | Malasia                                | Muhammad Sahrom                        | 9.635"                                 | 74.728 Q                               |
| 23.º                                   | Surinam                                | Jair Tjon En Fa                        | 9.637"                                 | 74.712 Q                               |
| 24.º                                   | Alemania                               | Maximilian Dörnbach                    | 9.655"                                 | 74.573 Q                               |
| 25.º                                   | Colombia                               | Kevin Quintero                         | 9.669"                                 | 74.465                                 |
| 26.º                                   | Trinidad y Tobago                      | Kwesi Browne                           | 9.773"                                 | 73.672                                 |
| 27.º                                   | Tailandia                              | Jai Angsuthasawit                      | 9.898"                                 | 72.742                                 |
| 28.º                                   | China                                  | Liu Qi                                 | 9.904"                                 | 72.698                                 |
| 29.º                                   | Sudáfrica                              | Jean Spies                             | 9.962"                                 | 72.275                                 |
| 30.º                                   | Kazajistán                             | Andrey Chugay                          | 10.047"                                | 71.663                                 |

Regla de clasificación: Los ciclistas clasificados del 1.º al 24.º se clasificaron a las siguientes rondas.

WR: Record mundial.

### Ronda 1/32
- Las clasificaciones de la ronda 1/32 finalizaron de la siguiente forma:[5]

| Clasificación | Clasificación | Clasificación     | Clasificación          | Clasificación | Clasificación     |
| Serie         | Posición      | País              | Ciclistas              | Tiempo        | Vel. media (km/h) |
| ------------- | ------------- | ----------------- | ---------------------- | ------------- | ----------------- |
| 1             | 1             | Países Bajos      | Harrie Lavreysen       | 9.953"        | 72.340 Q          |
| 1             | 2             | Alemania          | Maximilian Dörnbach    | +0.093        |                   |
| 2             | 1             | Australia         | Matthew Richardson     | 9.665"        | 74.496 Q          |
| 2             | 2             | Surinam           | Jair Tjon En Fa        | +0.150        |                   |
| 3             | 1             | Israel            | Mijaíl Yákovlev        | 9.779"        | 73.627 Q          |
| 3             | 2             | Malasia           | Muhammad Sahrom        | +0.569        |                   |
| 4             | 1             | Australia         | Leigh Hoffman          | 9.652"        | 74.596 Q          |
| 4             | 2             | Canadá            | Nick Wammes            | +0.556        |                   |
| 5             | 1             | Reino Unido       | Jack Carlin            | 9.959"        | 72.296 Q          |
| 5             | 2             | Canadá            | Tyler Rorke            | +0.190        |                   |
| 6             | 1             | Países Bajos      | Jeffrey Hoogland       | 9.933"        | 72.486 Q          |
| 6             | 2             | Lituania          | Vasilijus Lendel       | +0.122        |                   |
| 7             | 1             | Reino Unido       | Hamish Turnbull        | 9.939"        | 72.442 Q          |
| 7             | 2             | China             | Zhou Yu                | +0.071        |                   |
| 8             | 1             | Japón             | Kaiya Ota              | 9.946"        | 72.391 Q          |
| 8             | 2             | Francia           | Sébastien Vigier       | +0.047        |                   |
| 9             | 1             | Trinidad y Tobago | Nicholas Paul          | 9.887"        | 72.823 Q          |
| 9             | 2             | Japón             | Yuta Obara             | +0.030        |                   |
| 10            | 1             | Malasia           | Mohd Azizulhasni Awang | 9.885"        | 72.838 Q          |
| 10            | 2             | Alemania          | Luca Spiegel           | +0.075        |                   |
| 11            | 1             | Polonia           | Mateusz Rudyk          | 9.906"        | 72.683 Q          |
| 11            | 2             | Nueva Zelanda     | Samuel Dakin           | +0.020        |                   |
| 12            | 1             | Colombia          | Cristian Ortega        | 9.943"        | 72.413 Q          |
| 12            | 2             | Francia           | Rayan Helal            | +0.007        |                   |

Q: Se clasificaron a la siguiente ronda.

### Ronda 1/32 Repechaje
- Las clasificaciones de la ronda 1/32 repechaje finalizaron de la siguiente forma:[6]

| Clasificación | Clasificación | Clasificación | Clasificación       | Clasificación | Clasificación     |
| Serie         | Posición      | País          | Ciclistas           | Tiempo        | Vel. media (km/h) |
| ------------- | ------------- | ------------- | ------------------- | ------------- | ----------------- |
| 1             | 1             | Japón         | Yuta Obara          | 9.829"        | 73.253 Q          |
| 1             | 2             | Alemania      | Maximilian Dörnbach | +0.071        |                   |
| 1             | 3             | Francia       | Sébastien Vigier    | +0.149        |                   |
| 2             | 1             | Surinam       | Jair Tjon En Fa     | 9.999"        | 72.007 Q          |
| 2             | 2             | Alemania      | Luca Spiegel        | +0.020        |                   |
| 2             | 3             | China         | Zhou Yu             | +0.132        |                   |
| 3             | 1             | Lituania      | Vasilijus Lendel    | 9.824"        | 73.290 Q          |
| 3             | 2             | Malasia       | Muhammad Sahrom     | +0.043        |                   |
| 3             | 3             | Nueva Zelanda | Samuel Dakin        | +0.794        |                   |
| 4             | 1             | Francia       | Rayan Helal         | 9.916"        | 72.610 Q          |
| 4             | 2             | Canadá        | Tyler Rorke         | +0.417        |                   |
| 4             | 3             | Canadá        | Nick Wammes         | +1.020        |                   |

Q: Se clasificaron a la siguiente ronda.

### Ronda 1/16
- Las clasificaciones de la ronda 1/16 finalizaron de la siguiente forma:[7]

| Clasificación | Clasificación | Clasificación     | Clasificación          | Clasificación | Clasificación     |
| Serie         | Posición      | País              | Ciclistas              | Tiempo        | Vel. media (km/h) |
| ------------- | ------------- | ----------------- | ---------------------- | ------------- | ----------------- |
| 1             | 1             | Países Bajos      | Harrie Lavreysen       | 9.902"        | 72.713 Q          |
| 1             | 2             | Francia           | Rayan Helal            | +0.109        |                   |
| 2             | 1             | Australia         | Matthew Richardson     | 9.477"        | 75.973 Q          |
| 2             | 2             | Lituania          | Vasilijus Lendel       | +0.862        |                   |
| 3             | 1             | Israel            | Mijaíl Yákovlev        | 9.895"        | 72.764 Q          |
| 3             | 2             | Surinam           | Jair Tjon En Fa        | +0.157        |                   |
| 4             | 1             | Australia         | Leigh Hoffman          | 9.819"        | 73.327 Q          |
| 4             | 2             | Japón             | Yuta Obara             | +0.255        |                   |
| 5             | 1             | Reino Unido       | Jack Carlin            | 9.831"        | 73.238 Q          |
| 5             | 2             | Colombia          | Cristian Ortega        | +0.091        |                   |
| 6             | 1             | Países Bajos      | Jeffrey Hoogland       | 9.790"        | 73.544 Q          |
| 6             | 2             | Polonia           | Mateusz Rudyk          | +0.284        |                   |
| 7             | 1             | Malasia           | Mohd Azizulhasni Awang | 9.866"        | 72.978 Q          |
| 7             | 2             | Reino Unido       | Hamish Turnbull        | +0.034        |                   |
| 8             | 1             | Trinidad y Tobago | Nicholas Paul          | 9.949"        | 72.369 Q          |
| 8             | 2             | Japón             | Kaiya Ota              | +0.224        |                   |

Q: Se clasificaron a la siguiente ronda.

### Ronda 1/16 Repechaje
- Las clasificaciones de la ronda 1/16 repechaje finalizaron de la siguiente forma:[8]

| Clasificación | Clasificación | Clasificación | Clasificación    | Clasificación | Clasificación     |
| Serie         | Posición      | País          | Ciclistas        | Tiempo        | Vel. media (km/h) |
| ------------- | ------------- | ------------- | ---------------- | ------------- | ----------------- |
| 1             | 1             | Japón         | Kaiya Ota        | 10.076"       | 71.457 Q          |
| 1             | 2             | Francia       | Rayan Helal      | +0.048        |                   |
| 2             | 1             | Reino Unido   | Hamish Turnbull  | 10.067"       | 71.521 Q          |
| 2             | 2             | Lituania      | Vasilijus Lendel | +0.044        |                   |
| 3             | 1             | Polonia       | Mateusz Rudyk    | 9.868"        | 72.963 Q          |
| 3             | 2             | Surinam       | Jair Tjon En Fa  | +0.054        |                   |
| 4             | 1             | Japón         | Yuta Obara       | 9.835"        | 73.208 Q          |
| 4             | 2             | Colombia      | Cristian Ortega  | +0.010        |                   |

Q: Se clasificaron a la siguiente ronda.

### Ronda 1/8
- Las clasificaciones de la ronda 1/8 finalizaron de la siguiente forma:[9]

| Clasificación | Clasificación | Clasificación     | Clasificación          | Clasificación | Clasificación     |
| Serie         | Posición      | País              | Ciclistas              | Tiempo        | Vel. media (km/h) |
| ------------- | ------------- | ----------------- | ---------------------- | ------------- | ----------------- |
| 1             | 1             | Países Bajos      | Harrie Lavreysen       | 9.845"        | 73.134 Q          |
| 1             | 2             | Japón             | Yuta Obara             | +0.164        |                   |
| 2             | 1             | Australia         | Matthew Richardson     | 9.756"        | 73.801 Q          |
| 2             | 2             | Polonia           | Mateusz Rudyk          | +0.136        |                   |
| 3             | 1             | Reino Unido       | Hamish Turnbull        | 9.740"        | 73.922 Q          |
| 3             | 2             | Israel            | Mijaíl Yákovlev        | +0.001        |                   |
| 4             | 1             | Japón             | Kaiya Ota              | 9.774"        | 73.665 Q          |
| 4             | 2             | Australia         | Leigh Hoffman          | +0.130        |                   |
| 5             | 1             | Reino Unido       | Jack Carlin            | 9.961"        | 72.282 Q          |
| 5             | 2             | Trinidad y Tobago | Nicholas Paul          | +0.004        |                   |
| 6             | 1             | Países Bajos      | Jeffrey Hoogland       | 9.772"        | 73.680 Q          |
| 6             | 2             | Malasia           | Mohd Azizulhasni Awang | +0.037        |                   |

Q: Se clasificaron a la siguiente ronda.

### Ronda 1/8 Repechaje
- Las clasificaciones de la ronda 1/8 repechaje finalizaron de la siguiente forma:[10]

| Clasificación | Clasificación | Clasificación     | Clasificación          | Clasificación | Clasificación     |
| Serie         | Posición      | País              | Ciclistas              | Tiempo        | Vel. media (km/h) |
| ------------- | ------------- | ----------------- | ---------------------- | ------------- | ----------------- |
| 1             | 1             | Japón             | Yuta Obara             | 10.043"       | 71.692 Q          |
| 1             | 2             | Australia         | Leigh Hoffman          | +0.190        |                   |
| 1             | 3             | Trinidad y Tobago | Nicholas Paul          | +0.369        |                   |
| 2             | 1             | Polonia           | Mateusz Rudyk          | 9.966"        | 72.246 Q          |
| 2             | 2             | Israel            | Mijaíl Yákovlev        | +0.054        |                   |
| 2             | 3             | Malasia           | Mohd Azizulhasni Awang | +0.190        |                   |

Q: Se clasificaron a la siguiente ronda.

### Cuartos de final
- Las clasificaciones de cuartos de final finalizaron de la siguiente forma:[11]

| Clasificación | Clasificación | Clasificación | Clasificación      | Clasificación | Clasificación     |
| Serie         | Posición      | País          | Ciclistas          | Tiempo        | Vel. media (km/h) |
| ------------- | ------------- | ------------- | ------------------ | ------------- | ----------------- |
| 1             | 1             | Países Bajos  | Harrie Lavreysen   | 9.868"        | 72.963 Q          |
| 1             | 2             | Polonia       | Mateusz Rudyk      | +0.105        |                   |
| 2             | 1             | Australia     | Matthew Richardson | 10.010"       | 71.928 Q          |
| 2             | 2             | Japón         | Yuta Obara         | +0.603        |                   |
| 3             | 1             | Países Bajos  | Jeffrey Hoogland   | 9.774"        | 73.665 Q          |
| 3             | 2             | Reino Unido   | Hamish Turnbull    | +0.276        |                   |
| 4             | 1             | Reino Unido   | Jack Carlin        | 9.958"        | 72.304 Q          |
| 4             | 2             | Japón         | Kaiya Ota          | +0.014        |                   |

Q: Se clasificaron a la siguiente ronda.

### Semifinales
- Las clasificaciones de las semifinales finalizaron de la siguiente forma:[12]

| Clasificación | Clasificación | Clasificación | Clasificación      | Clasificación | Clasificación     |
| Serie         | Posición      | País          | Ciclistas          | Tiempo        | Vel. media (km/h) |
| ------------- | ------------- | ------------- | ------------------ | ------------- | ----------------- |
| 1             | 1             | Países Bajos  | Harrie Lavreysen   | 9.767"        | 73.718 Q          |
| 1             | 2             | Reino Unido   | Jack Carlin        | +0.099        |                   |
| 2             | 1             | Australia     | Matthew Richardson | 9.698"        | 74.242 Q          |
| 2             | 2             | Países Bajos  | Jeffrey Hoogland   | +0.092        |                   |

Q: Se clasificaron a la final.

### Finales
- Los resultados finalizaron de la siguiente forma:[13]

| Posición | País         | Ciclistas          | Tiempo | Vel. media (km/h) |
| -------- | ------------ | ------------------ | ------ | ----------------- |
|          | Países Bajos | Harrie Lavreysen   | 9.492" | 75.853            |
|          | Australia    | Matthew Richardson | +0.047 |                   |
|          | Reino Unido  | Jack Carlin        | 9.680" | 74.380            |
| 4.º      | Países Bajos | Jeffrey Hoogland   | +0.041 |                   |
| 5.º      | Polonia      | Mateusz Rudyk      |        |                   |
| 6.º      | Japón        | Yuta Obara         |        |                   |
| 7.º      | Reino Unido  | Hamish Turnbull    |        |                   |
| 8.º      | Japón        | Kaiya Ota          |        |                   |